# 오쿠치시
오쿠치시(일본어: 大口市, おおくちし)는 일본 가고시마현의 북부 분지에 있던 시이다. 2008년 11월 1일에 이사 군 히시카리 정과 신설 합병해 이사시가 되었다.

## 지리
가고시마 현의 북단의 내륙부, 가고시마시에서 북쪽으로 약 75km 떨어진 곳에 있었다. 북쪽은 구마모토현과 접하고 있고 동쪽은 미야자키현과 조금 접하고 있다. 센다이 강이 시를 종단한다. 중심 시가지인 시역의 남동부는 대규모 분지의 일부를 이루고 있고 고도는 180m전후이다. 내륙의 분지이기 때문에 겨울철은 최저 기온이 0°C이하의 영하가 되는 일이 많고 적설도 자주 볼 수 있기 때문에 히시카리 정, 기리시마시 후쿠야마 정과 함께 "가고시마의 홋카이도"로 불린다.

## 역사
- 1889년 4월 1일 - 정촌제 시행에 의해 기타이사 군 오쿠치 촌·야마노 촌·하쓰키 촌, 히시카리 군 다라 촌이 성립하였다.
- 1891년 8월 - 다라 촌이 니시타라 촌과 히가시타라 촌으로 분촌하였다.
- 1897년 4월 1일 - 군 구획 개정에 의해 기타이사 군·히시카리 군을 통합해 이사 군을 설치하였다.
- 1918년 4월 1일 - 오쿠치 촌이 정으로 승격해 오쿠치 정이 되었다.
- 1940년 11월 10일 - 야마노 촌이 정으로 승격해 야마노 정이 되었다.
- 1954년 4월 1일 - 오쿠치 정·야마노 정·하쓰키 촌·니시타라 촌이 신설 합병해 오쿠치 시가 탄생하였다.
- 2008년 11월 1일 - 오쿠치 시·히시카리 정이 신설 합병해 이사 시가 되었다.

## 경제
일찍이 임업과 금광으로 번창했지만 임업의 쇠퇴와 금광의 폐광에 의해서 활기를 잃어서 최근에는 고령화와 과소화가 현저하다.

## 교통

### 도로
- 국도 267호선
- 국도 268호선
- 국도 328호선
- 국도 447호선

## 자매 도시
- 일본 가고시마현 니시노오모테시
- 대한민국 경상남도 남해군

## 참고 문헌
- 角川日本地名大辞典編纂委員会,『角川日本地名大辞典 鹿児島県』1983, 角川書店